# Stadtstaatenprivileg
Als Stadtstaatenprivileg bezeichnet man in Deutschland die Besserstellung der Stadtstaaten Berlin, Bremen und Hamburg im Länderfinanzausgleich.
Das Privileg besteht darin, dass bei der Berechnung der Ausgleichsmesszahlen der Länder die Einwohnerzahlen der Stadtstaaten mit dem Faktor 1,35 multipliziert werden. Sie werden also stärker gewichtet, wodurch die Stadtstaaten im Vergleich zu ihrer Einwohnerzahl höhere Ausgleichszahlungen erhalten als die Flächenstaaten.
Die nach der Multiplikation der tatsächlichen Einwohnerzahl mit dem Faktor ermittelte Zahl wird auch als „veredelte Einwohnerzahl“ bezeichnet. Beispielsweise ergibt sich aus der tatsächlichen Einwohnerzahl Berlins von 3.431.681 (Stand: 30. Juni 2009) nach der Multiplikation mit 1,35 eine „veredelte Einwohnerzahl“ von 4.632.769.
Rechtsgrundlage des Stadtstaatenprivilegs ist § 9 Abs. 2 FAG, in dem es heißt:

„Bei der Ermittlung der Messzahlen zum Ausgleich der Einnahmen der Länder nach § 7 werden die Einwohnerzahlen der Länder Berlin, Bremen und Hamburg mit 135 vom Hundert und die Einwohnerzahlen der übrigen Länder mit 100 vom Hundert gewertet.“

Politisch begründet wird das Stadtstaatenprivileg damit, dass Großstädte aus strukturellen Gründen höhere öffentliche Kosten pro Einwohner haben als der Durchschnitt aller Gemeinden. Bei Flächenländern werden Großstädte im jeweiligen kommunalen Finanzausgleichssystem landesintern bessergestellt, was den Stadtstaaten mangels Umlandgemeinden nicht möglich ist. Die Regelung wie auch die ihr zugrundeliegende Annahme ist umstritten und wird insbesondere vonseiten der Flächenstaaten unter den Geberländern kritisiert.
Die Flächenländer gewähren im Kommunalen Finanzausgleich ihren größeren Städten als Ober- und Mittelzentren ebenso einen erheblichen Finanzausgleich durch Schlüsselzuweisungen für ihren Mehrbedarf für die Unterhaltung von zentralen Aufgaben (Theater, Kultur, Bildung) und sozialen Lasten. Es kann angenommen werden, dass die Stadtstaaten diese Funktion als Ober- bzw. Mittelzentrum für die Umlandgemeinden der sie umgebenden Flächenländer erfüllen.
Der Verlust des Stadtstaatenprivilegs ist einer der Nachteile, die die Stadtstaaten bei diskutierten Fusionen mit Flächenstaaten zu befürchten hätten (Beispiel: Berlin-Brandenburg).